# Водозабір
Водозабі́р (рос. водозабор, водозаборник; англ. water intake; нім. Wasserbehälter m, Wasserreservoir n, Wasserentnahme f) — споруда для забирання води з річки, водоймища тощо з метою, подачі її для водопостачання населених пунктів, зрошення сільгоспугідь, нагнітання в нафтові пласти.
Синонім — водозабірник.